# أسماء جميل رشيد
أسماء جميل رشيد هي أستاذة عراقية في مركز دراسات المرأة بجامعة بغداد، حصلت على دكتوراه في علم الاجتماع ومتخصصة في علم اجتماع النوع الاجتماعي، وهي ممثلة رابطة النساء العراقيات وتُقدم عروضاً وورش عمل حول موضوعات إحجام الشباب عن التصويت، والعنف الأسري، والتمييز بين الجنسين في المناهج الدراسية، ومعدل تسرب الإناث في المناطق الريفية، والحد من زواج الأطفال، وتوظيف الأرامل.

## العمل الأكاديمي
تشمل أعمال أسماء البحثية مقالة بعنوان «التمثيل السياسي للمرأة العراقية» الذي نُشر في 2010، كما نشرت دراسة اجتماعية عن أوضاع المرأة العراقية في عام 2006 وركزت على المشاركة السياسية للمرأة في السنوات الثلاث الأولى بعد سقوط النظام البعثي في العراق عام 2003 بعنوان «المرأة العراقية بعد ثلاث سنوات من التغيير»، وفي 2017 نشرت ورقة بحث في العوامل المرتبطة بظاهرة الزواج خارج المحكمة وآثارها في مدينة الصدر، ولها مقال آخر يناقش المؤسسات العراقية المتعلقة بالعنف الأسري، وفي الآونة الأخيرة ألفت بحث حول كيفية احتفاظ العشائر العراقية بالسلطة الأبوية، بعنوان «آليات حماية القوة الذكورية في البناء القبلي»، بالإضافة إلى مقال نُشر في 2020 حول الزواج العراقي عبر السياقات الثقافية والتاريخية.

## المؤلفات
نشرت أسماء العديد من المقالات منها ما يلي:
- «المؤسسات المعنية بالعنف الأسري ومراكز الإرشاد والدعم في العراق تحديات وثغرات» في مجلة الآداب.
- «دراسات تاريخية حول المرأة، مراجعة تحليلية للكتابة التاريخية في العراق بين 2008 - 1996» في مجلة العلوم العربية.
- «العوامل المرتبطة بظاهرة الزواج خارج المحكمة ونتائجها، دراسة ميدانية في مدينة الصدر» في مجلة البحوث التربوية والنفسية.
- «المشاكل الاجتماعية والنفسية والتربوية للنازحات في العراق، دراسة ميدانية في مخيمات بغداد وأمبار وصلاح الدين».
- «آليات حماية القوة الذكورية في البناء القبلي» في مجلة التراث العلمي العربي.
- «المرأة العراقية بعد ثلاث سنوات بعد التغيير» في منطقة الثقافة الجديدة، 2006[8][1]
- «التمثيل السياسي للمرأة العراقية» في أخبار الشؤون العراقية 2010.[1][9]